# Замки Калининградской области

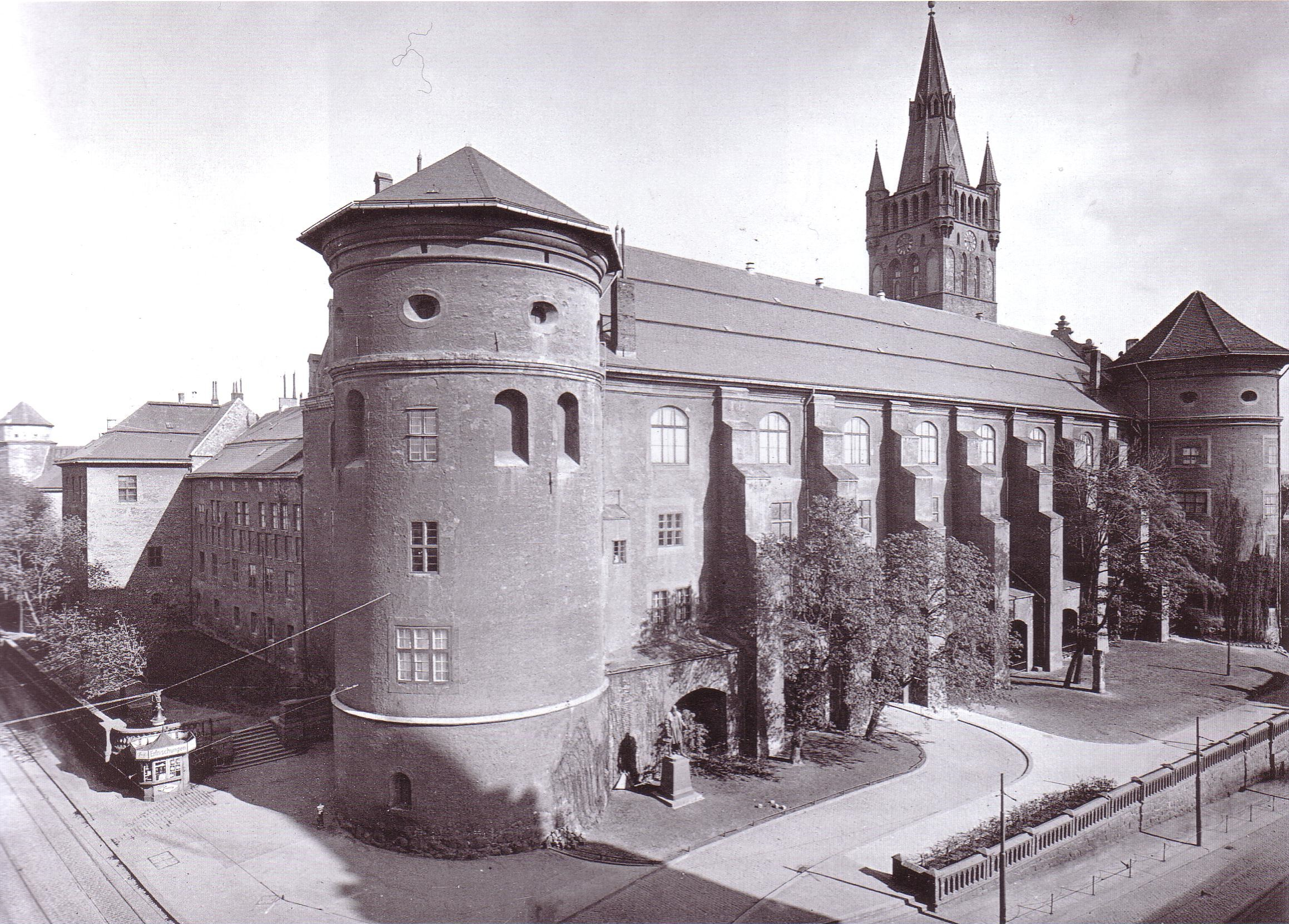
Вид на замок Кёнигсберг, 1910 год

Замки Калининградской области являются наследием государства Тевтонского ордена, существовавшего в Восточной Пруссии с XIII века по 1525 год. Состояние многих памятников средневековой архитектуры близко к катастрофическому.

## История замков на территории нынешней Калининградской области

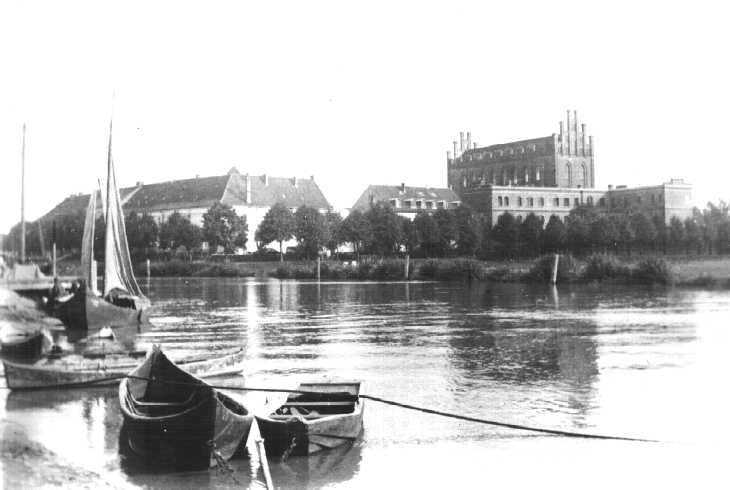
Вид на замок Тапиау, 1914 год

### Возникновение
Сеть замков Восточной Пруссии, часть территории которой ныне относится к Калининградской области, начала формироваться в ходе завоевания Пруссии рыцарями Тевтонского ордена в XIII веке. Орден продолжал строить каменные замки до 1410 года.
В общей сложности на территории нынешней Калининградской области было построено около сорока замков. Поначалу рыцари в основном использовали крепости пруссов. Такие крепости как правило состояли из земляных валов и палисада и располагались на холмах. Новые замки (то есть замки, расположенные там, где прежде не было прусских крепостей) также основывались в виде деревянных укреплений. Позднее замки перестраивались в кирпиче и камне.

### После секуляризации Тевтонского ордена
В 1525 году великий магистр Тевтонского ордена, Альбрехт Гогенцоллерн из династии Бранденбургских Гогенцоллернов перешёл в протестантизм, сложил с себя полномочия великого магистра и объявил о секуляризации прусских земель — основной территории, принадлежавшей Тевтонскому ордену. Подобный шаг стал возможен с согласия польского короля и при посредничестве Мартина Лютера, автора этого плана. Новообразованное герцогство Пруссия стало первым протестантским государством в Европе, продолжая оставаться в вассальной зависимости от католической Польши.
После того, как Орден прекратил своё существование, некоторые замки были разобраны за ненадобностью, другие же были приспособлены для использования в качестве казарм, жилых домов, тюрем и т. д. К первой половине XX века, в связи с возрождением интереса к прошлому, в некоторых замках были устроены музеи (например в замке Инстербург).
Многие замки пострадали в ходе Второй мировой войны.

### После Второй мировой войны
После войны некоторые замки были переоборудованы под нужды новых жителей области (включая коммунальные квартиры), оказавшиеся же бесхозными фортификационные строения постепенно разрушались, некоторые были уничтожены умышленно (например замок Кёнигсберг).
После 1991 года произошла перемена отношения к довоенному прошлому области, в том числе и к замкам. Однако большинство замков, особенно расположенных в редко посещаемых туристами районах области, продолжают разрушаться, нередко силами местных жителей, которые видят в замках источник дешёвых стройматериалов.
В 2006 году областные власти признали, что они не в состоянии обеспечить сохранность сохранившихся замков. Бывший губернатор области Георгий Боос, а также директор Научно-производственного центра (НПЦ) по охране памятников Калининградской области Евгения Суздальцева считают, что замки следует передать частным фирмам, которые получат право использовать исторические здания в своих целях (например, оборудовать там гостиницы), но на условии сохранения исторического облика зданий. Такой прецедент уже имеется — ещё в начале девяностых годов частный инвестор начал переоборудование замка Пройсиш-Эйлау (в Багратионовске) под гостиницу и ресторан. Опыт оказался неудачным: в 1998 году, выполнив работы примерно на 80 %, фирма обанкротилась.

### Передача замков РПЦ
В июле 2009 года Русская православная церковь передала Росимуществу предложение о передаче в собственность РПЦ двух замков, Шаакен и Георгенбург. В 2010 году замки Вальдау, Георгенбург, Инстербург были переданы Русской православной церкви. В 2011 году замок Шаакен также был передан Русской православной церкви. Впоследствии были переданы так же замки Рагнит, Лабиау, Каймен, Гердауэн, Нойхаузен, Таплакен. Орденские замки, по просьбе РПЦ, были признаны не оборонительными сооружениями, а культовыми, поскольку в каждом из них находилась капелла, а значит, совершались богослужения. На этом основании они и передавались РПЦ. Это было сделано, чтоб по закону о реституции церковного имущества, на него не смогли претендовать бывшие владельцы — лютеране и католики, а РПЦ смогла бы значительно увеличить количество своей собственности в Калининградской области.

## Список

### Сохранившиеся и реконструированные замки
| Фото | Название        | Расположение | Время основания | Информация |
| ---- | --------------- | ------------ | --------------- | --- |
|      | Замок Нойхаузен | Гурьевск     | 1292 год        | Замок был сильно перестроен в советские годы. Это позволило ему сохраниться, хотя были утеряны многие элементы декора. К 2025 году была проведена реконструкция замка Объект культурного наследия народов РФ. Объект № 3910213000 (БД Викигида) |
|      |                 |              |                 | |

### Замки, сохранившиеся частично
| Фото | Название      | Расположение | Время основания | Информация |
| ---- | ------------- | ------------ | --------------- | --- |
|      | Замок Тапиау  | Гвардейск    | 1265 год        | Ещё в XVI веке были утрачены 3 корпуса из 4, составлявших основное строение замка. Также были утрачены все стены, башни и вспомогательные помещения, но в последующие века вместо них достраивались новые строения. Части замка сохранившиеся до XX века находятся в неплохом состоянии, поскольку в замке до 2021 года находилась тюрьма и за строениями следили. Осенью 2021 года замок передан Калининградскому историко-художественному музею. В 2022 году у замка появился инвестор-арендатор компания «Элмонт», готовая вложить в проект восстановления замка порядка 2,5 млрд рублей. В том же году были начаты работы по демонтажу построек на территории замка, не представляющих исторической ценности. Объект культурного наследия народов РФ федерального значения. Рег. № 391510335480006 (ЕГРОКН). Объект № 3910210000 (БД Викигида) |
|      | Замок Вальдау | Низовье      | 1264 год        | Замок в XVIII веке потерял свою северную и восточную стены. От них частично остались фундаменты. Сохранились основное здание замка, флигель и небольшая стена между ними. Основное здание замка находится в неудовлетворительном состоянии. В уцелевшем флигеле замка находится музей «Вальдавский замок». В 2010 году замок был передан Русской православной церкви. Объект культурного наследия народов РФ регионального значения. Рег. № 391510352370005 (ЕГРОКН). Объект № 3900664000 (БД Викигида) |
|      | Замок Лабиау  | Полесск      | 1280 год        | Замок был сильно перестроен в советские годы. Это позволило ему сохраниться, хотя были утеряны многие элементы декора. Ныне используется как музей. Замок находится в неудовлетворительном состоянии. Объект культурного наследия народов РФ федерального значения. Рег. № 391510278580006 (ЕГРОКН). Объект № 3910220000 (БД Викигида) |
|      |               |              |                 | |

### Замки, сохранившиеся в виде руин
| Фото | Название             | Расположение  | Время основания | Информация |
| ---- | -------------------- | ------------- | --------------- | --- |
|      | Замок Бальга         | Весёлое       | 1250 год        | До наших дней сохранились только руины форбурга и замковой Никольской кирхи. В 2021 году федеральное Агентство по управлению и использованию памятников истории и культуры передало замок в аренду АНО «Фортификационное наследие Калининградской области». Арендаторы намерены частично восстанавливать замок. Объект культурного наследия народов РФ регионального значения. Рег. № 391510336750005 (ЕГРОКН). Объект № 3910229000 (БД Викигида) |
|      | Замок Бранденбург    | Ушаково       | 1266 год        | К концу XX века замок представлял собой руины. Из замковых строений сохранились руинированные стены жилого помещения, стены бывшего замкового склада и фрагменты оборонительной стены. В 2017 году Министерством культуры России было выделено 15 млн рублей на реставрацию замка. Руины замка были расчищены, укреплены и частично отреставрированы, территория облагорожена. Замок стал площадкой для проведения реконструкций и исторических фестивалей. По территории замка стали проводиться экскурсии. Объект культурного наследия народов РФ регионального значения. Рег. № 391510278530005 (ЕГРОКН). Объект № 3900161000 (БД Викигида) |
|      | Замок Георгенбург    | Маёвка        | 1264 год        | Замок находится в руинированном состоянии, часть замковых строений лишена крыши. В 2010 году передан Русской православной церкви. Незначительно ремонтируется силами церкви и волонтёров. В замке открыты музей живой природы и мастерские. Объект культурного наследия народов РФ регионального значения. Рег. № 391510290250005 (ЕГРОКН). Объект № 3900337000 (БД Викигида) |
|      | Замок Гросс-Вонсдорф | Курортное     | 1356 год        | В XVIII веке Замок часто посещал Иммануил Кант, поскольку был другом семьи владельцев. В 1830 году в замке произошёл серьёзный пожар, после которого замок не восстанавливается и был разобран на строительные материалы. Из всех построек уцелела лишь надвратная башня. Объект культурного наследия народов РФ регионального значения. Рег. № 391510360750005 (ЕГРОКН). Объект № 3900794000 (БД Викигида) |
|      | Замок Заалау         | Каменское     | 1352 год        | Замок представляет собой руины с заросшими кустарником и деревьями остатками стен. Объект культурного наследия народов РФ регионального значения. Рег. № 391510348060005 (ЕГРОКН). Объект № 3910233000 (БД Викигида) |
|      | Замок Инстербург     | Черняховск    | 1336 год        | Замок находится в руинированном состоянии. В 2010 году передан Русской православной церкви. Часть помещений используется под историко-краеведческий центр. Объект культурного наследия народов РФ федерального значения. Рег. № 391610572770006 (ЕГРОКН). Объект № 3910222000 (БД Викигида) |
|      | Замок Каймен         | Заречье       | 1352 год        | Замок представляет собой руины с заросшими кустарником и деревьями остатками стен. Объект культурного наследия народов РФ регионального значения. Рег. № 391510335520005 (ЕГРОКН). Объект № 3900778000 (БД Викигида) |
|      | Замок Кройцбург      | Славское      | 1240 год        | От замка сохранились только фрагменты стен. |
|      | Замок Лохштедт       | Балтийск      | 1270 год        | От замка сохранились только подземелья и фундамент. Объект культурного наследия народов РФ федерального значения. Рег. № 391841317970006 (ЕГРОКН). Объект № 3900746000 (БД Викигида) |
|      | Замок Норкиттен      | Междуречье    | 1469 год        | После Семилетней войны и нашествия Наполеона замок был уничтожен. В 1818-1820 годах на месте старого орденского замка был построен новый замок в неоромантическом стиле. К концу XX века от замка сохранились лишь несколько значительно перестроенных хозяйственных построек и здания конюшни. В этих зданиях сейчас находятся колхозные ремонтные мастерские. |
|      | Замок Прейсиш-Эйлау  | Багратионовск | 1325 год        | К концу XX века замок был существенно разрушен. В 1990е годы сохранившаяся часть замка была реконструирована под гостиницу, но в связи с банкротством инвестора работы не были завершены. В 2022 году замок Прейсиш-Эйлау был продан за 7,6 млн рублей на торгах компании «ГринАртДевелопмент». Новый владелец планирует обустроить в замке гостиницу, ресторан и образовательный центр. Объект культурного наследия народов РФ регионального значения. Рег. № 391510334460005 (ЕГРОКН). Объект № 3910228000 (БД Викигида) |
|      | Замок Рагнит         | Неман         | 1289 год        | Сохранилась значительная часть замка, но в виде заброшенных руин. В 2010 замок был передан РПЦ. В 2019 году замок был взят в аренду компанией «Тильзит-Рагнит». Был проведён ряд мероприятий по расчистке территории замка и его подвалов, проведены антиаварийные и консервационные работы. Была отремонтирована часовая башня и запущены старинные часы, а также облагорожена территория вокруг замка. Объект культурного наследия народов РФ регионального значения. Рег. № 391510287540005 (ЕГРОКН). Объект № 3910232000 (БД Викигида) |
|      | Замок Таплакен       | Талпаки       | 1336 год        | Замок существенно разрушен. В наиболее сохранившейся части замка с советских времён живут несколько семей. Объект культурного наследия народов РФ регионального значения. Рег. № 391510335740005 (ЕГРОКН). Объект № 3910230000 (БД Викигида) |
|      | Замок Тильзит        | Советск       | 1410 год        | От замка остался только руинированный участок стены цитадели. В 1995 землю с остатками замка продали в частные руки. Сегодня в руинах замка располагается частная строительная компания. Выявленный объект культурного наследия народов РФ (нормативный акт). Объект № 3930186000 (БД Викигида) |
|      | Замок Фишхаузен      | Приморск      | 1268 год        | От замка сохранились только руинированные фрагменты стен. Объект культурного наследия народов РФ местного значения. Рег. № 391710978380004 (ЕГРОКН). Объект № 3930381000 (БД Викигида) |
|      | Замок Фридланд       | Правдинск     | 1312 год        | От замка сохранились остатки крепостных стен и фрагменты рва. Объект культурного наследия народов РФ регионального значения. Рег. № 391510344900005 (ЕГРОКН). Объект № 3900733000 (БД Викигида). Объект № 3900284000 (БД Викигида) |
|      | Замок Шаакен         | Некрасово     | 1270 год        | Замок находится в существенно разрушенном виде. В 2011 году передан Русской православной церкви. Незначительно ремонтируется силами церкви и волонтёров. Часть замка занимает краеведческий музей и музей средневековой инквизиции. В нём так же проводятся корпоративы, фестивали и информационно-развлекательные программы для туристов. В XVIII веке в замке Шаакен останавливались царь Пётр I и будущая императрица Екатерина I. Объект культурного наследия народов РФ регионального значения. Рег. № 391510335500005 (ЕГРОКН). Объект № 3910231000 (БД Викигида)                                                                        |

### Замки, перестроенные в усадьбы и дворцы
| Фото | Название       | Расположение    | Время основания | Информация |
| ---- | -------------- | --------------- | --------------- | --- |
|      | Замок Гердауэн | Железнодорожный | 1315 год        | В XIX веке замок был продан барону фон Ромбергу, сын которого снёс старые постройки и построил усадьбу, которая унаследовала от замка лишь подвалы. К концу XX века усадьба представляет собой руины. Остались старые подвалы, усадебные ворота, фрагменты стен и небольшой флигель в западной части усадьбы. Объект культурного наследия народов РФ регионального значения. Рег. № 391510344530005 (ЕГРОКН). Объект № 3900798000 (БД Викигида) |
|      | Замок Лаукен   | Саранское       | 1260 год        | Замок в XVI веке был перестроен во дворец. От замка остались нетронутые орденские подвалы. В наше время во дворце располагается школа, за счёт чего состояние здания хорошее. Объект культурного наследия народов РФ местного значения. Рег. № 391510343990004 (ЕГРОКН). Объект № 3910247000 (БД Викигида) |

### Утраченные замки
- Кёнигсберг (Калининград) — главный замок Восточной Пруссии. Сильно пострадал во время Второй мировой войны. В 1967 году развалины замка были взорваны. Частично сохранились фундамент и подвалы замка. В 2022 ранее раскопанные руины замка были законсервированы и вновь засыпаны песком и землёй.
- Алленбург (Дружба) — замок снесён в XV веке. Точное местоположение неизвестно.
- Варген (Котельниково) — (юго-западнее посёлка, на берегу Школьного пруда около Люблинского шоссе) заложен в 1270 году, неоднократно перестраивался, окончательно разрушен в XIX веке[5].
- Велау (Знаменск) — в 1280 или 1281 году при нападении судавов был взят.
- Гермау (Русское) — один из замков на территории Зеленоградского района. Не сохранился.
- Камсвикус (в излучине Анграпы юго-западнее пос. Тимофеевка) — прусская крепость и городище Kamswykus. Сожжено братьями Ордена в 1274 году; впоследствии восстанавливалось. Окончательно разрушено в 1409 году. Плохо различим заросший лесом крепостной вал; координаты 54°38′28″ с. ш. 21°52′53″ в. д.HGЯO.
- Лаптау (Муромское) — один из малых замков на территории Зеленоградского района. Не сохранился.
- Ленценберг (западнее пос. Ладыгино) — не сохранился. Имеются остатки рва и блиндажей времён ВМВ.
- Меденау (Логвино) — один из малых замков на территории Зеленоградского района. Не сохранился.
- Нойхауз (Зеленоградск) — Располагался на Куршской косе, в районе современного г. Зеленоградска. Точное местоположение неизвестно.
- Пиллкоппен (Морское) — располагался на Куршской косе, на холме в 3 км южнее современного посёлка Морское.
- Побетен (Романово) — один из замков на территории Зеленоградского района. Остатки замка в 1912 г. разобраны на стройматериалы. На части территории замка разбито кладбище. Не сохранился.
- Повунден (Храброво) — в XVI веке начали разбирать на кирпичи для ремонта замка Лаптау (ныне посёлок Муромское). Окончательно разобран в 1870 году. На фундаментах оборонительной стены до 2019 года сохранялся старый жилой дом, часть средневековых подвалов. Координаты:54°53′44″ с. ш. 20°34′29″ в. д.HGЯO
- Раганита (Неман) — Бывшая скаловская крепость. Являлась одним из основных центров Скаловской земли, также первое место расположения замка Рагнит. В 1275 г. тевтонские войска под командованием фогта Самбии Дитриха фон Лиделау осадили крепость Раганита. Начавшийся штурм был прерван вылазкой скаловов, которые, однако, попали под обстрел лучников и вынуждены были отступить. Повторный штурм увенчался успехом. Находящихся внутри мужчин истребили, а детей и женщин увели в плен, крепость сожгли. В конце XIII—XIV веках крепость неоднократно подвергалась набегам литовцев и жемайтов. В 1385 г. было решено построить новый каменный замок в Рагните. Однако прежняя площадка для этого совершенно не подходила, поэтому замок перенесли на 2 км вниз по течению Немана. Не сохранилась. Местоположение: между Неманским АТП и ул. Неманской на территории старого кладбища.
- Росситтен (Рыбачий) — располагался на Куршской косе в современном посёлке Рыбачьем; точное местоположение неизвестно. Место действия повести Гофмана «Майорат».
- Рудау (Мельниково) — место исторической битвы при Рудау. Развалин не сохранилось.
- Тиренберг (Красновка) — располагался в Зеленоградском районе, ближайший ныне существующий населённый пункт: Красновка. Развалин не сохранилось.
- Замок Шалауэрбург (Котельниково) — (нем. Paskallwus) располагался севернее современного пос. Котельниково, на месте городища Паскальвен. У Петра из Дусбурга место упомянуто как «Скаловская крепость». В 1293 г. на месте старой крепости был воздвигнут замок Шалауэрбург. За время своего существования он неоднократно подвергался осаде литовцами и разрушался. После того, как замок в очередной раз был взят литовцами в 1365 г., он больше не восстанавливался. Городище расположено на холме высотой примерно 12 м, овальной формы, размерами 150×120 м, с востока примыкает к глубокому оврагу, на западе расположен въезд.